# Ground Control 2: Operation Exodus
Ground Control 2: Operation Exodus (tytuł oryg. Ground Control II: Operation Exodus) – komputerowa strategiczna gra czasu rzeczywistego wyprodukowana przez szwedzkie studio Massive Entertainment oraz wydana przez Sierra Entertainment 23 czerwca 2004 roku na platformę PC.

## Fabuła
Akcja gry rozgrywa się 300 lat po wydarzeniach z pierwszej części, w roku 2741. Wojna pomiędzy demokratycznym i pokojowo nastawionym Sojuszem Gwiazdy Północnej (Northern Star Alliance), a militarystycznym Imperium Terran wchodzi w nową fazę. Sojusz Gwiazdy Północnej zostaje wyparty przez Imperium Terran ze wszystkich kolonii kosmicznych. Na ostatniej z nich Morningstar Prime po desancie sił zbrojnych Imperium Terran dochodzi do ciężkiego, brutalnego i wyniszczającego konfliktu lądowego. Siłami Sojuszu Gwiazdy Północnej dowodzi Jacob Angelus.

## Rozgrywka
Gracz wciela się w postać Jacoba Angelusa. Każda jednostka m.in. piechota, czołgi i artyleria dalekiego zasięgu bojowa ma inne przeznaczenie. Gracz ma do wykonania określone zadania, które decydują zdobyciu celu.
W grze zawarty został tryb gry wieloosobowej dostępny przez Internet lub sieć LAN.